# Qualificazioni al campionato europeo femminile di calcio 2013 - Fase a gironi, gruppo 6
Le qualificazioni al campionato europeo femminile di calcio 2013 vennero giocate, nel gruppo 6, da cinque nazionali: Croazia, Inghilterra, Paesi Bassi, Serbia e Slovenia. Le cinque squadre si affrontarono in un girone all'italiana con partite di andata e ritorno, per un totale di otto partite. La squadra prima classificata si qualificava direttamente alla fase finale del torneo, mentre la seconda classificata si qualifica direttamente alla fase finale solo se era la migliore seconda dei sette gruppi di qualificazione, altrimenti accedeva ai play-off qualificazione.

## Classifica finale
| Pos | Squadra     | Pt | G | V | N | P | GF | GS | DR  |
| --- | ----------- | -- | - | - | - | - | -- | -- | --- |
| 1.  | Inghilterra | 20 | 8 | 6 | 2 | 0 | 22 | 2  | +20 |
| 2.  | Paesi Bassi | 19 | 8 | 6 | 1 | 1 | 20 | 2  | +18 |
| 3.  | Serbia      | 13 | 8 | 4 | 1 | 3 | 15 | 18 | -3  |
| 4.  | Slovenia    | 4  | 8 | 1 | 1 | 6 | 6  | 21 | -15 |
| 5.  | Croazia     | 1  | 8 | 0 | 1 | 7 | 6  | 26 | -20 |

## Risultati
| Arbitro: | Sandra Braz Bastos |

|                              |           |                             |
| Podovac 55’ Smiljković 90+4’ | Marcatori | 6’ Yankey 19’ (aut.) Slović |

| Arbitro: | Hilal Tuba Tosun |

|                                                           |           |  |
| Melis 1’, 71’, 78’, 90+3’ van den Berg 65’ Hoogendijk 77’ | Marcatori |  |

| Arbitro: | Karolina Radzik-Johan |

|                                              |           |  |
| Yankey 1’ White 5’ Houghton 56’ Williams 88’ | Marcatori |  |

| Arbitro: | Katalin Kulcsár |

|  |           |                                   |
|  | Marcatori | 50’ Melis 52’ van de Ven 72’ Smit |

| Arbitro: | Lilach Asulin |

|                        |           |                              |
| Stojkanović 75’ (aut.) | Marcatori | 8’ Smiljković 73’ Sretenović |

| Arbitro: | Esther Azzopardi |

|                                   |           |                                          |
| Juko 56’ Glavać 90+2’ Lojna 90+5’ | Marcatori | 20’ (aut.) Scurich 54’ Vrabel 66’ Žganec |

| Zwolle 27 ottobre 2011, ore 19:30 | Paesi Bassi       | 0 – 0 referto | Inghilterra | Oosterenkstadion (8 800 spett.)\| Arbitro: \| Bibiana Steinhaus \| |
| Arbitro:                          | Bibiana Steinhaus |               |             |                                                                    |

| Arbitro: | Christine Baitinger |

|                                                        |           |                |
| Sretenović 45+2’ Radojičić 51’, 71’ Podovac 75’ (rig.) | Marcatori | 27’, 79’ Kolar |

| Arbitro: | Petra Chudá |

|  |           |                              |
|  | Marcatori | 31’ van de Ven 90’ de Ridder |

| Arbitro: | Natalia Avdonchenko |

|                      |           |  |
| Clarke 41’ White 51’ | Marcatori |  |

| Arbitro: | Sandra Braz Bastos |

|                         |           |  |
| de Ridder 7’ Spitse 13’ | Marcatori |  |

| Arbitro: | Petra Chudá |

|  |           |                                                              |
|  | Marcatori | 4’ Williams 15’ Clarke 18’ Unitt 35’ White 45’, 68’ Houghton |

| Arbitro: | Marte Sørø |

|                                    |           |          |
| Heuver 8’ van de Ven 70’ Melis 81’ | Marcatori | 31’ Zver |

| Arbitro: | Gyöngyi Gaál |

|           |           |                                                          |
| Šalek 67’ | Marcatori | 40’ Smiljković 43’ Slović 47’ Radojičić 71’ (rig.) Pešić |

| Arbitro: | Jenny Palmqvist |

|            |           |  |
| Yankey 67’ | Marcatori |  |

| Arbitro: | Carina Vitulano |

|  |           |                                            |
|  | Marcatori | 21’, 41’ Melis 51’ Martens 58’ van de Donk |

| Arbitro: | Katalin Kulcsár |

|  |           |                                        |
|  | Marcatori | 29’, 34’ Scott 54’ Carney 85’ Williams |

| Arbitro: | Marianne Svendsen |

|           |           |  |
| Eržen 19’ | Marcatori |  |

| Arbitro: | Marina Mamaeva |

|                                   |           |  |
| Podovac 35’ (rig.), 79’ Nešić 52’ | Marcatori |  |

| Arbitro: | Esther Azzopardi |

|                                   |           |  |
| J. Scott 21’ Aluko 47’ Stoney 80’ | Marcatori |  |

## Statistiche

### Classifica marcatrici
8 reti
- Manon Melis

4 reti
- Danka Podovac (2 rig.)

3 reti
- Steph Houghton
- Jill Scott
- Ellen White

- Rachel Williams
- Rachel Yankey
- Kirsten van de Ven

- Marija Radojičić
- Vesna Smiljković

2 reti
- Katarina Kolar
- Jessica Clarke

- Chantal de Ridder

- Jovana Sretenović

1 rete
- Petra Glavać
- Dušanka Juko
- Izabela Lojna
- Martina Šalek
- Eniola Aluko
- Karen Carney
- Casey Stoney
- Rachel Unitt

- Maayke Heuver
- Anouk Hoogendijk
- Lieke Martens
- Sylvia Smit
- Sherida Spitse
- Daniëlle van de Donk
- Mandy van den Berg

- Marina Nešić
- Milena Pešić (1 rig.)
- Violeta Slović
- Kaja Eržen
- Tanja Vrabel
- Urška Žganec
- Mateja Zver

1 own goal
- Allison Scurich (a favore della Slovenia)

- Violeta Slović (a favore dell'Inghilterra)

- Lidija Stojkanović (a favore della Slovenia)